# Raivavae (Gemeinde)

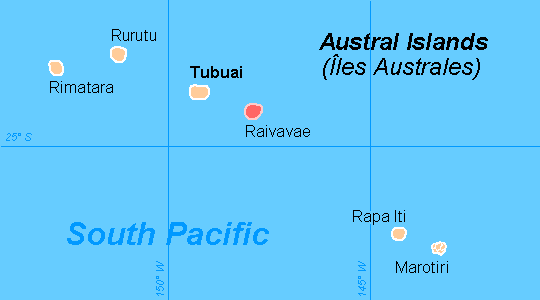
Lage der Gemeinde Raivavae

Raivavae ist eine Gemeinde in Französisch-Polynesien. Sie umfasst die gleichnamige Insel unter den Austral-Inseln, die 1775 vom spanischen Navigator Tomás Gayangos entdeckt wurde. 2022 wurden 900 Einwohner gezählt; die Gemeindegemarkung umfasst 16 km². Der höchste Punkt ist der Mont Hiro auf 437 m. ü. M.

## Gliederung
Die Gemeinde gliedert sich in drei Teilgemeinden:
| Code | commune associée  | Fläche km² | Einwohner 2022 | Bevölkerungs- dichte |
| ---- | ----------------- | ---------- | -------------- | -------------------- |
| 391  | Anatonu           | 2,2        | 234            | 106,4                |
| 392  | Rairua-Mahanatoa  | 8,8        | 484            | 55,0                 |
| 393  | Vairu             | 6,6        | 182            | 27,6                 |
| 39   | Gemeinde Raivavae | 17,7       | 900            | 50,8                 |

Es gibt fünf Dörfer, Anatonu, Vairu, sowie drei in der Gemeinde Rairua-Mahanatoa, nämlich die zwei namensgebenden Rairua (Verwaltungssitz der Gemeinde) und Mahanatoa, sowie Matutea am westlichen Ende der Hauptinsel.